# Sergio Marchi (scrittore)
Sergio Marchi (Genova, 21 giugno 1956) è uno scrittore di libri per ragazzi italiano.
Nel 1997 vince il premio Selezione Bancarellino con il romanzo "Un giovane detective e tre indizi" edito da Paoline Editoriale Libri. Seguono Finale con brivido (Paoline Editoriale Libri), Suor Detective (Mursia Scuola), Che cosa è accaduto a Peter Pan (Carlo Signorelli Editore).
Grazie alla trilogia fantasy storica La Tavola di smeraldo (Tiziano Cornegliani editore) è stato finalista sia con il primo volume (prefazione di Sergio Leondi, tradotto in greco e in inglese) che con il secondo (prefazione di Alessandro Cecchi Paone) al premio Selezione Bancarellino, 2003 e 2005.
Sergio Marchi svolge inoltre un'assidua attività fra i ragazzi, incontrandoli nelle scuole o nelle biblioteche per incoraggiare la lettura, soprattutto come fonte di divertimento.
Nel 2006 è tra i vincitori del premio Favolando e nel 2007 del premio "C'era una volta...".

## Opere
- Un giovane detective e tre indizi (1996, Paoline Editoriale Libri)
- Finale con brivido (1998, Paoline Editoriale Libri)
- Suor Detective (2001, Mursia)
- La Tavola di Smeraldo (2003, Tiziano Cornegliani Editore)
- Che cosa è accaduto a Peter Pan (2003, Carlo Signorelli Editore)
- L'Attentato (2005, Tiziano Cornegliani Editore)
- Volo verso l'ignoto (2006, Carlo Signorelli Editore)
- Trappola esplosiva (2007, Carlo Signorelli Editore)
- Minaccia dal passato (2008, Marchi)
- Previsioni mortali (2011, Mursia)
- L'uomo che faceva i libri (2011, Edizioni Bietti)
- La chiave dell'Eden (2015, Plesio Editore)[1]
- Il Ventre della balena (2018 Bolis Editore)